# Enric Canals i Cussó
Enric Canals i Cussó (Tiana, Maresme, 1952) és periodista, guionista i productor televisiu català. Llicenciat en Ciències de la Informació, va ser cap de programes i director de Televisió de Catalunya, entre 1984 i el 23 de juny de 1989. Ha treballat per als diaris El País i Diari de Barcelona i també per Ràdio Barcelona. Posteriorment, va dirigir el rotatiu català El Observador a partir del desembre de 1990. El 1990 va fundar la productora audiovisual Mercuri SGP que portà a la televisió sèries documentals com Te'n recordes?, Els dies que van canviar la nostra vida, Aquest temps, aquest país, Aquell 1898 (de la guerra de Cuba a la Setmana Tràgica), A l'ombra de la Gran Guerra, Un món en flames i Diccionari de butxaca del segle XX.
Consultor en projectes audiovisuals, ha estat membre del Consell Audiovisual de Catalunya i director general de difusió de la Generalitat de Catalunya entre 1997 i 2001, així com del Consell d'Administració de la Corporació Catalana de Ràdio i Televisió des de 2004 a 2008. A començaments de 2011 va ser nomenat delegat a Catalunya del grup de comunicació Vocento. El 2013 va guanyar el Premi Godó de reporterisme i assaig periodístic per l'obra Pujol Catalunya.